# Devises de l'Union européenne
Les devises en vigueur sur le territoire de l'Union européenne sont :
- l'euro (dans les 20 pays de la zone euro : Allemagne, Autriche, Belgique, Chypre, Croatie, Espagne, Estonie, Finlande, France, Grèce, Irlande, Italie, Lettonie, Lituanie, Luxembourg, Malte, Pays-Bas, Portugal, Slovaquie, Slovénie) ;
- le lev bulgare (Bulgarie) ;
- la couronne danoise (Danemark)[1] ; cette devise est liée à l'euro via le MCE II[2]  ;
- le forint hongrois (Hongrie) ;
- le złoty polonais (Pologne) ;
- la couronne tchèque (République tchèque) ;
- le leu roumain (Roumanie) ;
- la couronne suédoise (Suède).

La totalité des régions ultrapériphériques, qui font partie du territoire de l'UE mais sont situées en dehors du continent européen, utilisent l'euro.